# افتخار خان
افتخار خان (انگلیسی: Iftikhar Khan; ۰ ژانویهٔ ۱۹۰۷ – ۱۳ دسامبر ۱۹۴۹) فرد نظامی اهل پاکستان بود.